# Капнистави
Капнистави (груз. კაპნისთავი) — село в Грузии, на территории Хелвачаурского муниципалитета автономной республики Аджария.

## География
Село находится в юго-западной части Грузии, на правом берегу реки Аджарисцкали, на расстоянии 7 километров (по прямой) к юго-востоку от города Батуми, административного центра муниципалитета и автономной республики. Абсолютная высота — 312 метров над уровнем моря.

## Население
По результатам официальной переписи населения 2014 года, в Капнистави проживало 373 человека (191 мужчина и 182 женщины). В национальной структуре населения грузины составляли 100 %.
| Год  | Население, человек |
| ---- | ------------------ |
| 2002 | 427                |
| 2014 | ↘ 373              |